# Pink Freud
Pink Freud – polski zespół jazzowy założony w 1998 roku w Gdańsku przez basistę Wojtka Mazolewskiego.

## Dyskografia
Albumy studyjne
| Zawijasy                                | - Data: 2001 - Wydawca: Cpt. Sparky Records                | —  |
| Sorry Music Polska                      | - Data: 2003 - Wydawca: Zen Possé                          | —  |
| Punk Freud                              | - Data: 27 stycznia 2007 - Wydawca: Universal Music Polska | 28 |
| Monster of Jazz                         | - Data: 16 kwietnia 2010 - Wydawca: Universal Music Polska | —  |
| Horse & Power                           | - Data: 15 maja 2012 - Wydawca: Universal Music Polska     | 32 |
| Pink Freud Plays Autechre               | - Data: 15 stycznia 2016 - Wydawca: Mystic Production      | —  |
| piano forte brutto netto                | - Data: 27 listopada 2020 - Wydawca: Mystic Production     | —  |
| "—" oznacza, że album nie był notowany. |                                                            |    |

Albumy koncertowe
| Live in Jazzgot                         | - Data: 2002 - Wydawca: Cpt. Sparky Records                | —  |
| Alchemia                                | - Data: 22 stycznia 2008 - Wydawca: Universal Music Polska | 29 |
| Punkfreud Army                          | - Data: 2017 - Wydawca: Agora                              | —  |
| "—" oznacza, że album nie był notowany. |                                                            |    |

Remiks albumy
| Tytuł           | Dane dot. albumu                  |
| --------------- | --------------------------------- |
| Jazz fajny jest | - Data: 2005 - Wydawca: Post_Post |

Kompilacje różnych wykonawców
| Album              | Rok  | Utwór | Źródło |
| ------------------ | ---- | --- | ------ |
| Męskie Granie 2013 | 2013 | Pink Freud – "Pink Hot Loaded Guns" Pink Freud & O.S.T.R. – "Fanfaranfa" Pink Freud & O.S.T.R. – "Godzilla" | [ 12 ] |

## Nagrody i wyróżnienia
| Rok  | Kategoria | Tytułem  | Nagroda                                         | Nota      | Źródło |
| ---- | --------- | -------- | ----------------------------------------------- | --------- | ------ |
| 2008 | n/d       | Alchemia | Nagroda Muzyczna Programu Trzeciego – „Mateusz” | Nominacja | [ 13 ] |